# Hakenschlüssel
Ein Hakenschlüssel ist ein Handwerkzeug zum Anziehen oder Lösen spezieller Verbindungselemente wie zum Beispiel Nutmuttern oder Deckel. Der Haken (von Form A) oder der Rundzapfen (von Form B) am Ende des gebogenen Teils des Hakenschlüssels wird in Nuten oder radiale Bohrungen auf der Mantelfläche des Verbindungselements gesteckt. Auf Höhe des Griffs stützt sich der Bogen gegen das Verbindungselement ab. Über diese beiden Berührpunkte wird das Drehmoment übertragen.

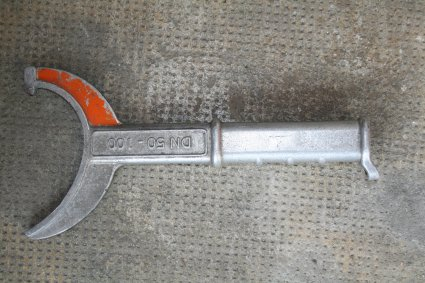
Hakenschlüssel
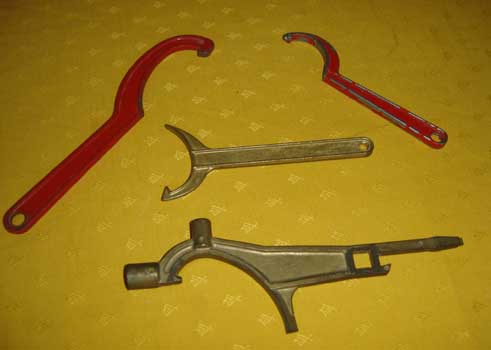
Verschiedene Hakenschlüssel
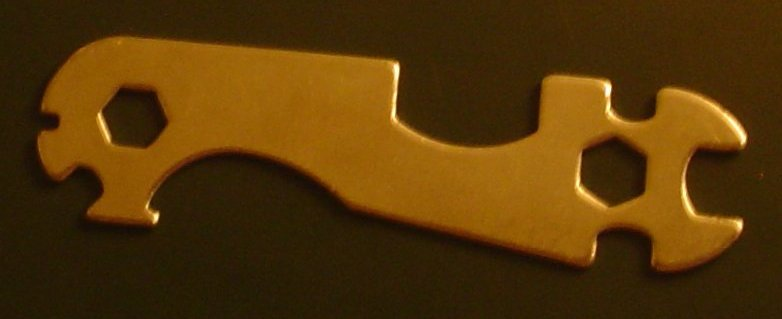
Universal-Werkzeug mit integriertem Hakenschlüssel (unten).
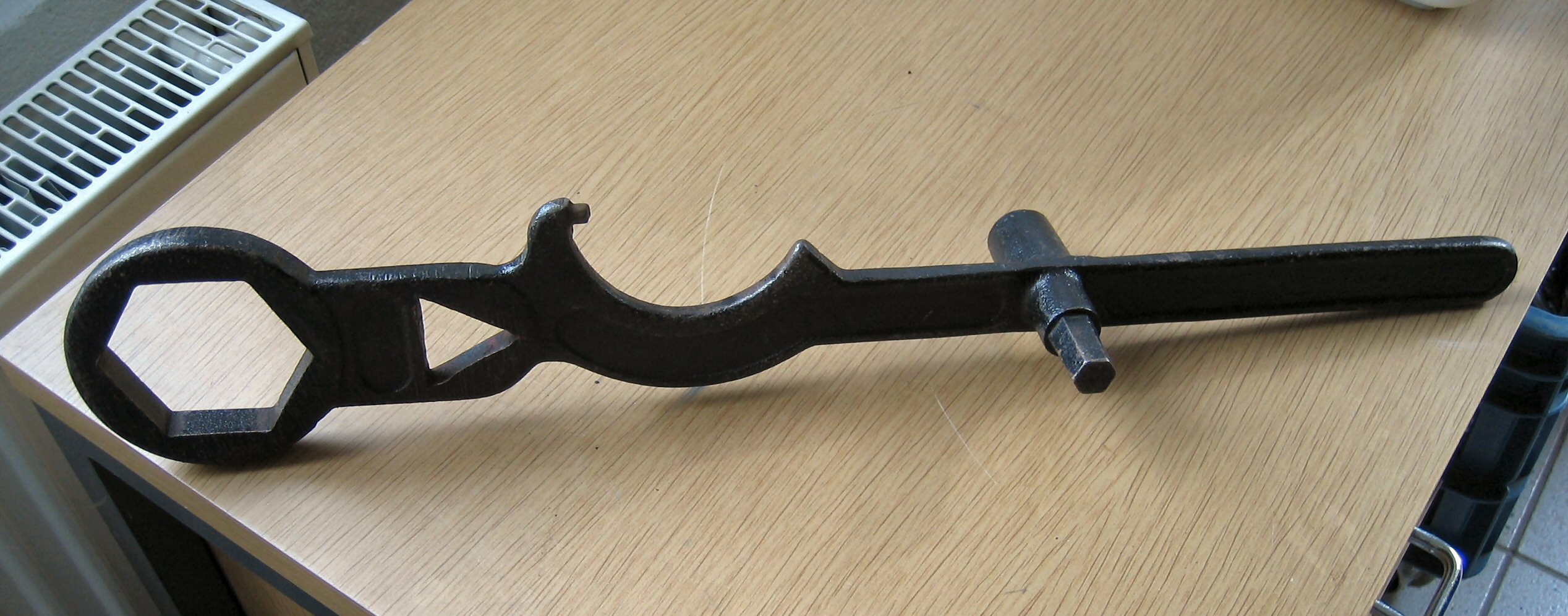
Hydrantenschlüssel mit integriertem Hakenschlüssel (Mitte oben).

Hakenschlüssel werden vorwiegend verwendet, wenn hohe Anforderungen an eine runde Außenform des Verbindungselements bestehen, und zum Beispiel das Aufbringen zweier paralleler Flächen, auf denen ein Schraubenschlüssel angesetzt werden könnte, nicht möglich ist. Die Größe des Werkzeuges, die oft im Griffstück markiert ist, richtet sich nicht nach der Gewindegröße der Nutmutter, sondern nach deren Außendurchmesser.

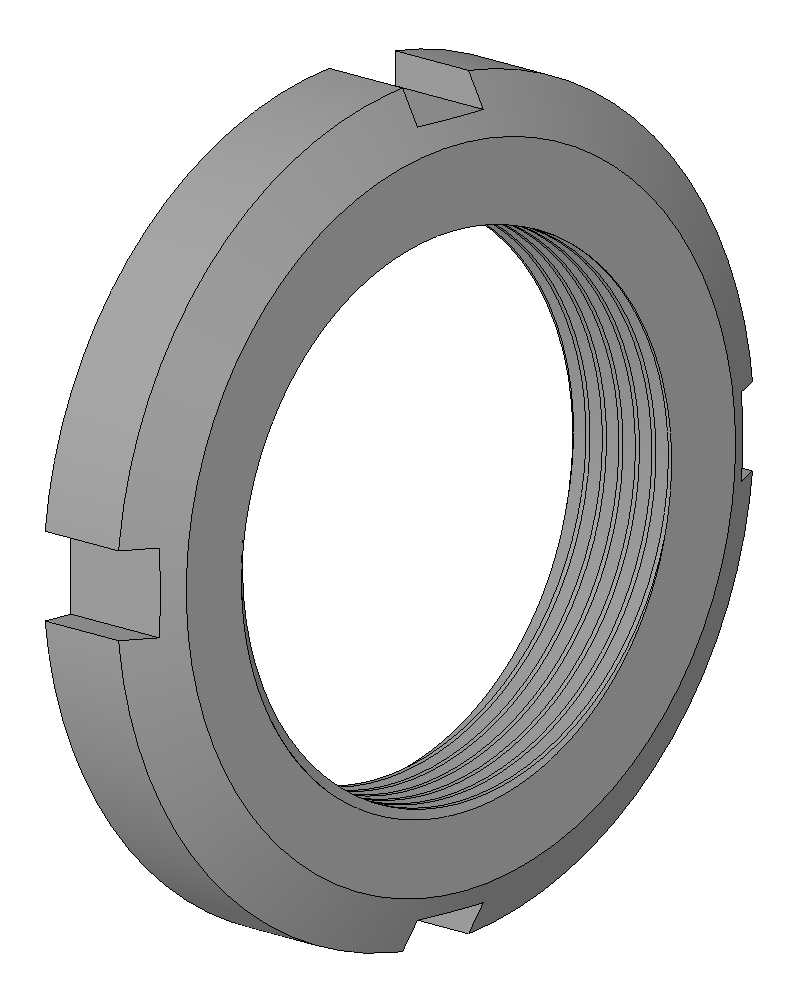
Nutmutter (3D-Zeichnung); Ein Hakenschlüssel kann in einer der vier außenliegenden Nuten angesetzt werden.

Zum Anziehen oder Lösen von Nutmuttern kann auch ein Nutmutternschlüssel verwendet werden, wenn sich die Nutmutter an einem axial zugänglichen Wellenende befindet.
Da Hakenschlüssel auch zum Anziehen und Lösen von sogenannten Milchrohrverschraubungen benutzt werden, werden passende Hakenschlüssel auch als Milchrohrschlüssel bezeichnet.